# 加利·麥舒菲爾
加利·麥舒菲爾（英語：Gary McSheffrey，1982年8月13日—），英格蘭職業足球員，司職前鋒或左翼。

## 生平
高雲地利
麥舒菲爾出生於高雲地利，並在家鄉球會高雲地利足球會展開其職業足球生涯。於1999年2月27日打吡戰4:1戰勝阿士東維拉一仗首度上陣，當時他只有16歲零198日，一度成為英超最年輕球員，保持了四年的紀錄直到2003年8月才被列斯聯的艾朗·連濃打破。效力高雲地利時，他曾被外借至盧頓、史托港和瑞典球會IK布拉治（IK Brage）。他亦曾獲得代表英格蘭U20的榮譽。
2005/06年球季，麥舒菲爾主要擔任左翼位置，並以15個入球成為英冠前列射手之一。不俗的表現受到同城球會伯明翰城的垂青。在2006年的夏季伯明翰城展開斟介，經過數星期的出價，高雲地利以400萬英鎊將他出售，外界估計當中230萬鎊屬現金付款，而另外130萬鎊視乎升班與否和落場次數。2006年8月16日（亦即是麥舒菲爾24歲生日再過三天）交易完成，他正式成為伯明翰城球員。
伯明翰城
加盟伯明翰城後，麥舒菲爾成為2006年10月英冠「每月最佳球員」和為球會帶來「每月最佳球隊」之榮譽。2006年12月9日，他首次在新東家大演帽子戲法，當時球隊於聯賽對陣普雷斯頓。2007年12月2日在白鹿徑對熱刺的比賽，他搏得十二碼並親自主射入網，首度於英超取得入球，並助球會以3:2取勝。2008/09年球季季前，伯明翰城與捷克、德國和奧地利球隊進行熱身賽，麥舒菲爾的表現受到領隊麥利殊的讚賞。2009年3月5日，他以外借身份加盟諾定咸森林，本來為期28日，獲發22號球衣。但他因需要為膝蓋舊患接受手術，所以有傳提前返回伯明翰，但領隊麥利殊證實當時他還在履行於森林的租借期。2010年1月29日，麥舒菲爾被球會外借至列斯聯直至球季結束。2010年夏季約滿後遭伯明翰城放棄。
重返高雲地利
2010年6月21日高雲地利宣佈麥舒菲爾重返母會，簽約一年，可優先續簽多一年，待7月1日約滿伯明翰城後正式加盟。於2011年2月1日對是其為球隊第25場上陣，因而啟動合約條款獲續約一年。
雖然直到2011年11月初麥舒菲爾在2011/12年球季於上陣11場僅取得1個入球，高雲地利仍然在11月8日與他延長合約，但沒有透露合約年期。
2013年9月2日，英甲球會高雲地利宣佈放棄麥舒菲爾。
車士打菲特
2013年9月13日，英乙球會車士打菲特簽入31歲的麥舒菲爾，合約為期四個月。

## 外部連結
- 足球数据库：加利·麥舒菲爾的球员统计数据

| 奖项与成就         | 奖项与成就                     | 奖项与成就         |
| ------------------ | ------------------------------ | ------------------ |
| 前任： 米高·杜爾尼 | 高雲地利年度最佳球員 2005-2006 | 繼任： 安迪·馬素爾 |